# We Are Scientists
We Are Scientists är ett amerikanskt indierockband bildat 2000 i Claremont, Los Angeles, Kalifornien av Keith Murray (gitarr, sång), Chris Cain (bas) och Michael Tapper (trummor). Tapper lämnade bandet 2007. Sedan 2009 spelar Razorlights tidigare trummis, Andy Burrows, trummor i We Are Scientists.
We Are Scientists inspirerades tidig av band som The Rapture och artister som David Bowie. Av andre influenser nämns Brian Eno, Velvet Underground, My Bloody Valentine, Hall & Oates och Fleetwood Mac.

## Medlemmar
Nuvarande medlemmar
- Keith Murray - sång, gitarr (2000-idag)
- Chris Cain - basgitarr, bakgrundssång (2000-idag)
- Andy Burrows - trummor (2009-idag)

Tidigare medlemmar
- Michael Tapper - trummor, bakgrundssång (2000-2007)

Turnerande medlemmar
- Keith Carne - trummor, slagverk (2013-idag)

Bildgalleri

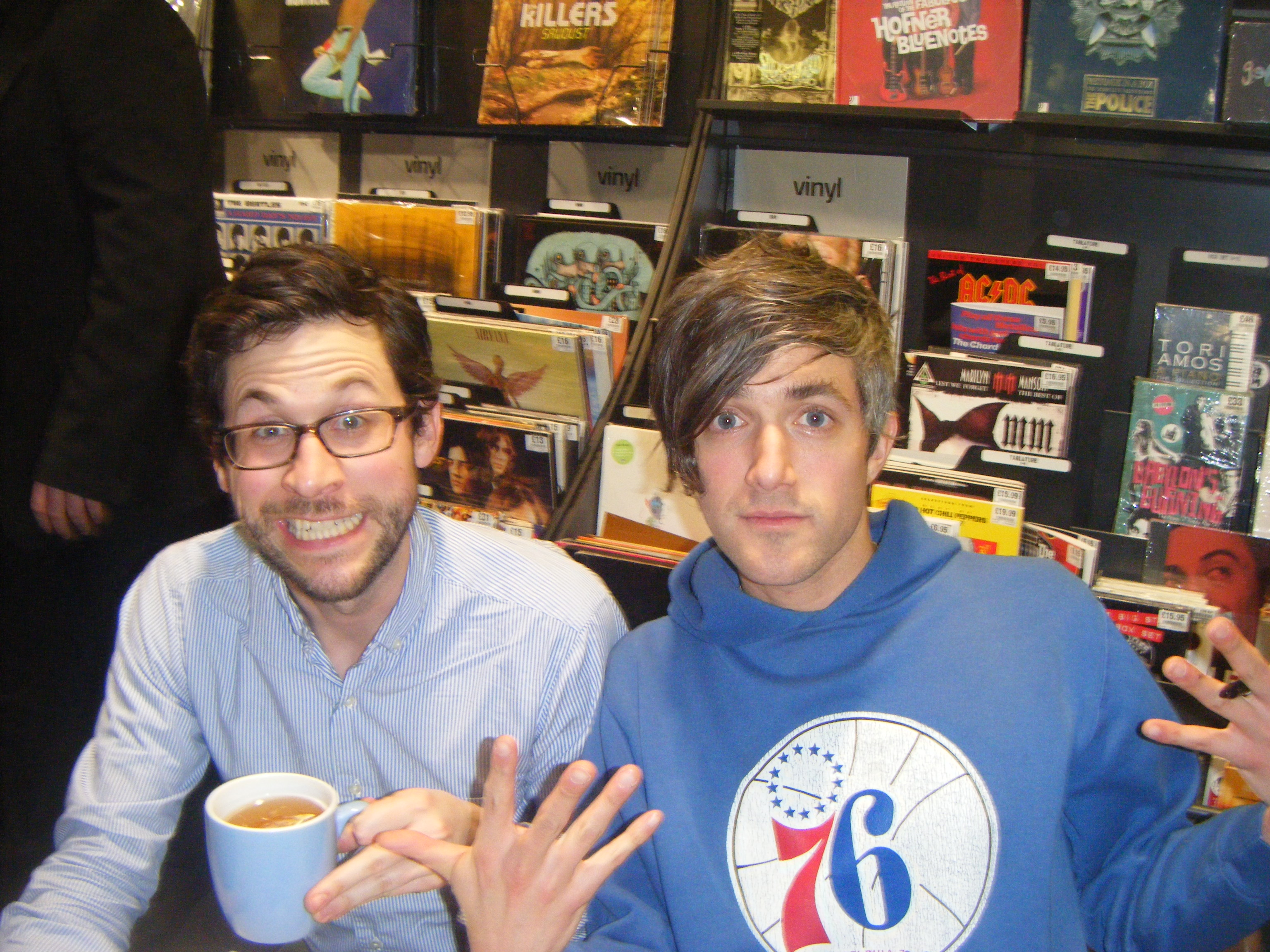
Chris Cain (t.v.) och Keith Murray
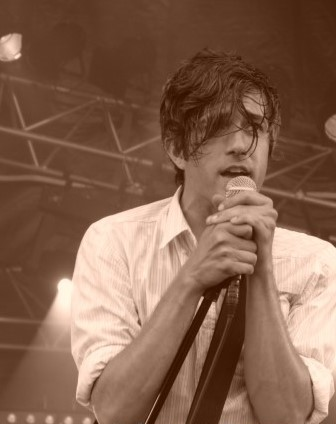
Keith Murray 2006
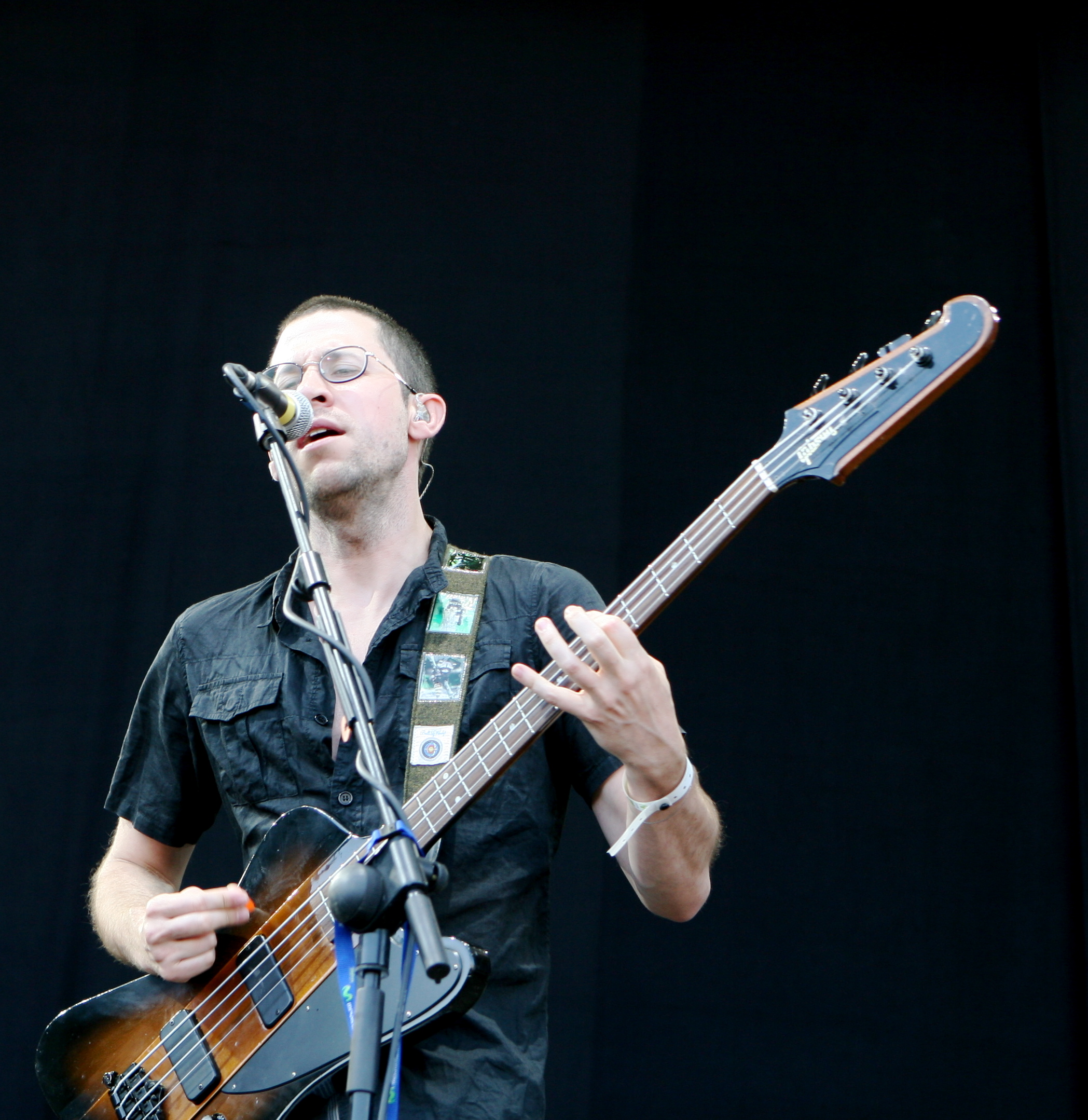
Chris Cain 2008
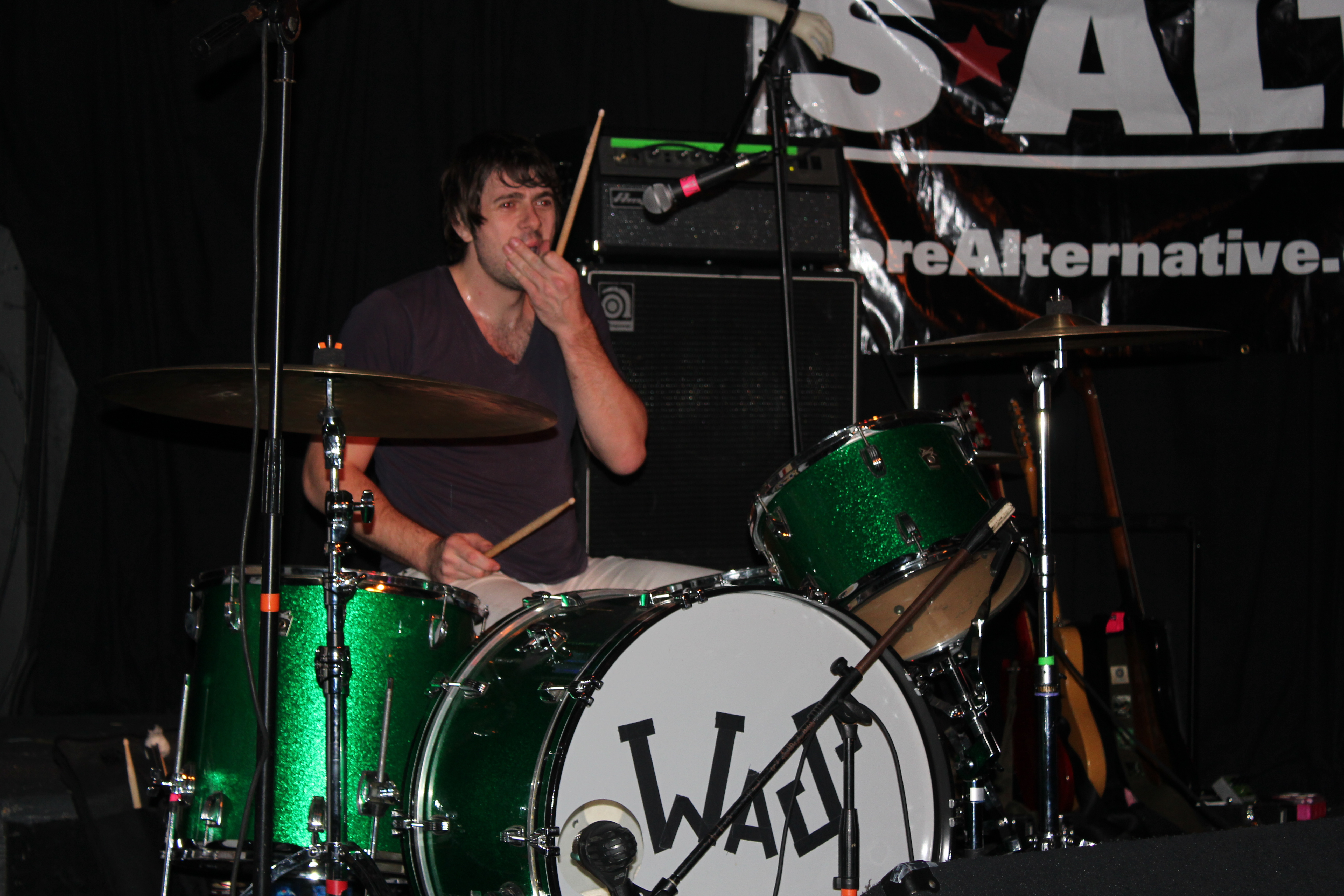
Michael Tapper i Asbury Park, New Jersey 2010

## Diskografi
Studioalbum
- 2002 – Safety, Fun, and Learning (In That Order)
- 2005 – With Love and Squalor
- 2008 – Brain Thrust Mastery
- 2010 – Barbara
- 2014 – TV en Français

EP
- 2002 - Bitchin'
- 2003 - In Action
- 2004 - The Wolf's Hour
- 2006 - Live Session - EP
- 2013 - Business Casual

Samlingsalbum
- 2006 – Crap Attack